# Тукбулатово
 Тукбулатово  — деревня в Глазовском районе Удмуртии в составе сельского поселения Гулёковское.

## География
Находится на расстоянии примерно 18 км на юго-запад по прямой от центра района города Глазов.

## История
Известна с 1802 года как деревня Тукбулатовская с 21 двором крещёных удмуртов. В 1873 году здесь (Тугбулатовская или Кобылино) дворов 27 и жителей 366, в 1905 учитывались два населёных пункта: деревня Тугбулатовская или Кобылино, Кобылагурт (71 и 607) и село Тугбулатовское или Кобылино (3 и 8). В 1924 году (единое село Тугбулатово) 86 дворов и 515 жителей (почти все удмурты). С 1932 деревня Тукбулатово. Алексиевская церковь, деревянная, построена в 1899—1903 году. В советское время работал колхоз «Ленин сюрес», позже в СПК «Коммунар».

## Население
Постоянное население составляло 141 человек (удмурты 88 %) в 2002 году, 122 в 2012.